# بني حسن (مصر)
قرية بني حسن هي إحدى القرى التابعة لمركز أولاد صقر في محافظة الشرقية في جمهورية مصر العربية. حسب إحصاءات سنة 2006، بلغ إجمالي السكان في بنى حسن 11968 نسمة، منهم 6114 رجل و5854 امرأة.
تعاني القرية من نقص في خدمات الصرف الصحي والتعليم الأزهري.